# Happy Day
Pour plus de détails, voir Fiche technique et Distribution.
Happy Day est un film grec réalisé par Pantelís Voúlgaris et sorti en 1976.
Le film fit 61 000 entrées en première exclusivité en Grèce en 1976 et fut cependant considéré comme un succès commercial.

## Synopsis
Dans un camp de prisonniers politiques sur une île déserte, les gardiens humilient et torturent les prisonniers. L'un d'entre eux, B., refuse de signer ses « aveux » et son « repentir ». Il est battu à mort et son corps est jeté à la mer. Il s'agit de le faire disparaître, juste avant la visite de la « grande-mère », la reine du pays. La cause de son décès est attribuée à un suicide. B. n'est cependant pas mort. Il revient sur l'île à la nage et se cache. Alors que la reine s'annonce, il est découvert et abattu immédiatement par les gardiens, puisqu'il est déjà officiellement mort. Un autre détenu, qui s'était lui repenti, découvre le corps, attaché à un poteau dans la mer. Il l'embrasse sur la bouche, reprenant ainsi espoir pour continuer la lutte.

## Fiche technique
- Titre : Happy Day
- Réalisation : Pantelís Voúlgaris
- Scénario : Pantelís Voúlgaris d'après le roman La Peste d'Andréas Franghias
- Société de production : Centre du cinéma grec
- Directeur de la photographie : Yorgos Panoussopoulos
- Montage : Aristidis Karydis-Fuchs
- Direction artistique : Yannis Lalaïtzis
- Costumes : Yannis Lalaïtzis
- Musique : Dionysis Savvopoulos (el)
- Pays d'origine : Grèce
- Genre : drame
- Format  : 35 mm couleur
- Durée : 100 minutes
- Date de sortie : 1976

## Distribution
- Stathis Yalelis
- Stavros Kalaroglou
- Kostas Tzoumas
- Georges Sarri
- Yorgos Moschidis
- Kostas Fyssoum
- Dímos Avdeliódis

## Récompenses
- Festival du film de Thessalonique : meilleur film, meilleur réalisateur, meilleure musique et diverses distinctions d'honneur. Il reçut aussi le prix du meilleur film 1976 de l'Union panhellénique des critiques de cinéma (PEKK).